# 98 f.Kr.

## Händelser

### Efter plats

#### Romerska republiken
- Quintus Caecilius Metellus Nepos och Titus Didius blir konsuler i Rom.
- Den romerska senaten antar en förordning, som förbjuder människooffer.
- Senaten antar lagen Lex Caecilia Didia som förbjuder lagar som rör olika områden samtidigt.

## Födda
- Lucius Domitius Ahenobarbus, romersk politiker
- Nigidius Figulus, romersk filosof (troligen detta år).

## Avlidna
- Kaika, kejsare av Japan (troligen detta år).